# Barbus deguidei
Barbus deguidei är en fiskart som beskrevs av Matthes, 1964. Barbus deguidei ingår i släktet Barbus och familjen karpfiskar. IUCN kategoriserar arten globalt som otillräckligt studerad. Inga underarter finns listade.